# Yamanashi Hanzō
Yamanashi Hanzō est un nom japonais traditionnel ; le nom de famille (ou le nom d'école), Yamanashi, précède donc le prénom (ou le nom d'artiste).
Yamanashi Hanzō (山梨 半造), né le 6 avril 1864 à Hiratsuka dans la préfecture de Kanagawa au Japon et décédé à l'âge de 80 ans le 2 juillet 1944 à Tokyo, est un général de l'armée impériale japonaise qui fut ministre de la Guerre de 1921 à 1923 puis gouverneur-général de Corée de 1927 à 1929.

## Biographie
Natif du district d'Osumi dans la province de Sagami (aujourd'hui dans la ville même de Hiratsuka dans la préfecture de Kanagawa), Yamanashi sort diplômé de la 8e promotion de l'académie de l'armée impériale japonaise en 1886 et de la 8e promotion de l'école militaire impériale du Japon en 1892. Il est assigné à la 4e brigade d'infanterie et sert au combat durant la première guerre sino-japonaise dans la 2e armée.
Après la guerre, il tient divers postes administratifs avant d'être envoyé en Allemagne en qualité d'attaché militaire de 1898 à 1902.
Durant la guerre russo-japonaise (1904-05), il est le vice-chef d'État-major de la 2e armée puis chef d'État-major de la 3e division. Il retourne en Europe juste après la guerre toujours en tant qu'attaché militaire en Autriche-Hongrie où il reste de 1905 à 1907 puis retourne en Allemagne.
Yamanashi est promu major-général en 1911 et prend le commandement de la 30e brigade d'infanterie. Il est transféré à la 1re brigade d'infanterie l'année suivante. Après avoir tenu divers postes à l'État-major de l'armée impériale japonaise, il est encore envoyé au combat lors de la Première Guerre mondiale où il commande la 18e division au siège de Tsingtao. En 1916, Yamanashi est promu lieutenant-général puis général en 1921.
De 1921 à 1923, Yamanashi est ministre de la Guerre dans les gouvernements des premiers ministres Takashi Hara, Takahashi Korekiyo et Katō Tomosaburō. Durant le grand séisme de Kantō de 1923, Yamanashi est nommé commandant de la loi martiale de la région de Tokyo jusqu'à l'abolition du poste en novembre 1923 mais il continue à diriger les forces de police de la région jusqu'en août 1924.
Yamanashi prend sa retraite militaire en 1927. De 1927 à 1929, il est le gouverneur-général de Corée. Il est cependant l'un des hommes les plus impopulaires à tenir ce poste, son mandat étant marqué par de nombreux scandales de corruption. Bien que Yamanashi fut acquitté, beaucoup de ses proches associés l'accusaient, et il se retira de la vie publique en 1929. Yamanashi meurt de mort naturelle à son domicile de Kamakura en 1944 à l'âge de 80 ans.